# Ivano Beggio

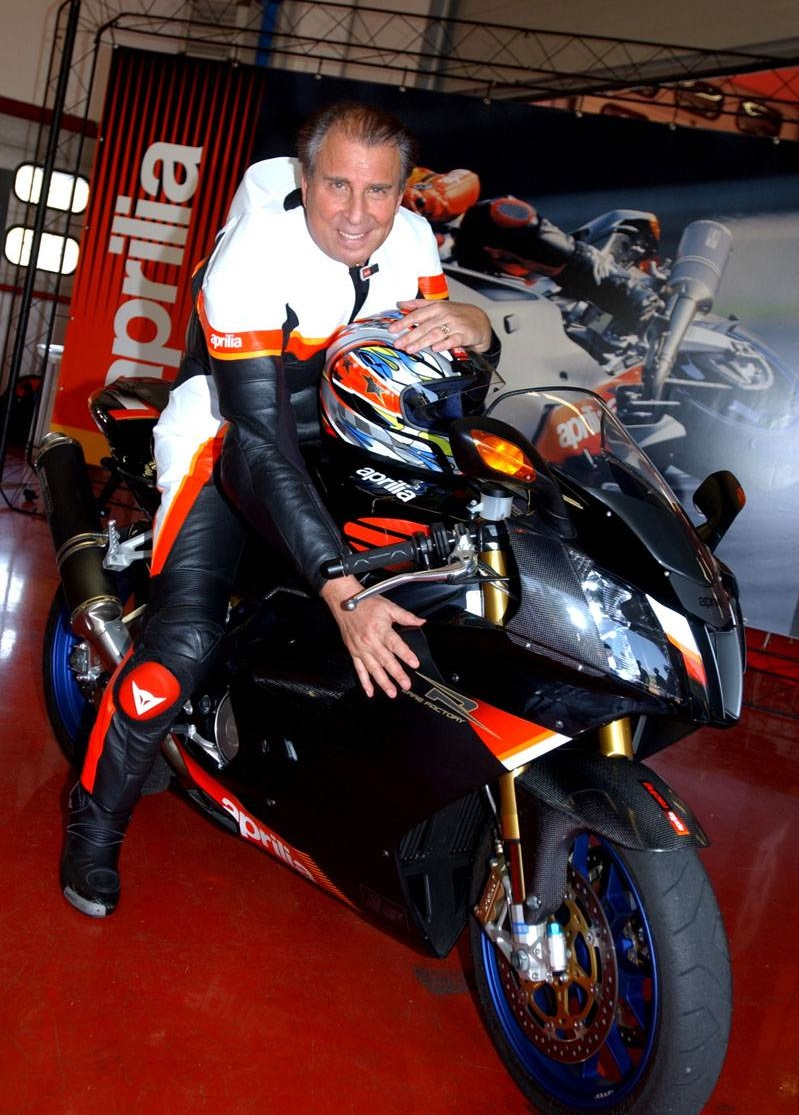
Ivano Beggio, 2016

Ivano Beggio (* 31. August 1944 in Rio San Martino; † 13. März 2018 in Montebelluna) war ein italienischer Unternehmer und bis zum 31. Dezember 2004 Inhaber des Unternehmens Aprilia.

## Leben und Karriere
Beggio begann seine Karriere als Mechaniker in der Fahrradfabrik seines Vaters Alberto Beggio, die schon zu dieser Zeit den Namen Aprilia führte. Sein Ziel, eines Tages Motorräder zu produzieren, konnte er 1963 verwirklichen, als sein Vater die Produktion des Unternehmens auf ein neu erworbenes größeres Grundstück verlegte. Das erste Motorrad, das 1964 herauskam, benannte Ivano Beggio nach seiner Schwester Daniela. 
Im Jahr 1967 folgte das zweite Modell Scarabeo, das durch unterschiedlich große Vorder- und Hinterräder auffiel. 
In den Folgejahren führte Beggio das Unternehmen durch den Bau weiterer Motorradmodelle und Kooperationen mit namhaften Unternehmen wie BMW zu immer größerem Erfolg. 
Im Jahre 2000 übernahm Ivano Beggio die Traditionsmarken Laverda und Moto Guzzi und machte sein Unternehmen damit zum größten Motorradhersteller Italiens. 2004 geriet das Unternehmen in finanzielle Schwierigkeiten und die Marken Aprilia, Moto Guzzi und Laverda wurden von der Piaggio-Gruppe übernommen.